# 莫莉·考德里
莫莉·考德里（英語：Molly Caudery，2000年3月17日—），英国女子田径运动员，2022年英联邦运动会女子撑竿跳高银牌得主、2024年世界室内田径锦标赛女子撑竿跳高金牌得主。